# 厙狄迴洛
厙狄 迴洛（しゃてき かいらく、506年 - 562年）は、中国の北魏末から北斉にかけての軍人。本貫は代郡。

## 経歴
はじめ爾朱栄に仕えて統軍となった。永安元年（528年）、孝荘帝の擁立に協力し、別将となり、毋極県伯の爵位を受けた。葛栄を討ち、都督に転じた。永安3年（530年）、爾朱栄が殺害されると、迴洛は爾朱兆に属した。普泰元年（531年）、高歓が信都で起兵すると、迴洛は部衆を率いて高歓に帰順した。中興2年（532年）、爾朱氏を韓陵で討ち、軍功により都督となり、後将軍・太中大夫の位を加えられ、順陽県子に封じられた。右廂都督に転じた。山胡を討って、先鋒をつとめ、朔州刺史に任じられた。元象元年（538年）、宇文泰を河陽で破り、夏州刺史に転じた。武定元年（543年）、邙山の戦いでは奮戦して功績を挙げた。武定6年（548年）、高澄の下で潁川を平定した。北斉の天保元年（550年）、迴洛は建州刺史に任じられた。皇建元年（560年）、順陽郡王に封じられた。大寧元年（561年）、朔州刺史に転出し、博陵郡を食邑とした。562年（大寧2年）、太尉公・太子太師となった。3月、鄴で死去した。享年は57。使持節・都督定瀛済恒朔雲六州諸軍事・定州刺史の位を追贈された。

## 厙狄迴洛墓の発見
1973年、山西省寿陽県にて厙狄迴洛の陵墓が発掘され、貴重な文物・壁画などが発見されている。

## 妻子

### 妻
- 斛律昭男（513年 - 545年、斛律可知陵の娘）[8]
- 尉嬢嬢（尉天生の娘）[9]

### 子
- 厙狄光先[8]
- 厙狄天智[8]

## 伝記資料
- 『北斉書』巻19 列伝第11
- 『北史』巻53 列伝第41
- 斉故定州刺史太尉公厙狄順陽王墓誌銘（厙狄迴洛墓誌）
- 斉故厙狄氏武始郡君斛律夫人墓誌銘（厙狄迴洛妻斛律昭男墓誌）
- 斉故郡君尉氏墓誌銘（厙狄迴洛妾尉嬢嬢墓誌）